# Leiosaurus catamarcensis
Leiosaurus catamarcensis — вид ігуаноподібних ящірок родини Leiosauridae. Ендемік Аргентини.

## Поширення і екологія
Leiosaurus catamarcensis мешкають в аргентинських провінціях Ла-Пампа, Сан-Хуан, Ла-Ріоха, Мендоса і Катамарка і Кордова. Вони живуть в чагарниках і сухих тропічних лісах.